# Auguste von Baden-Baden

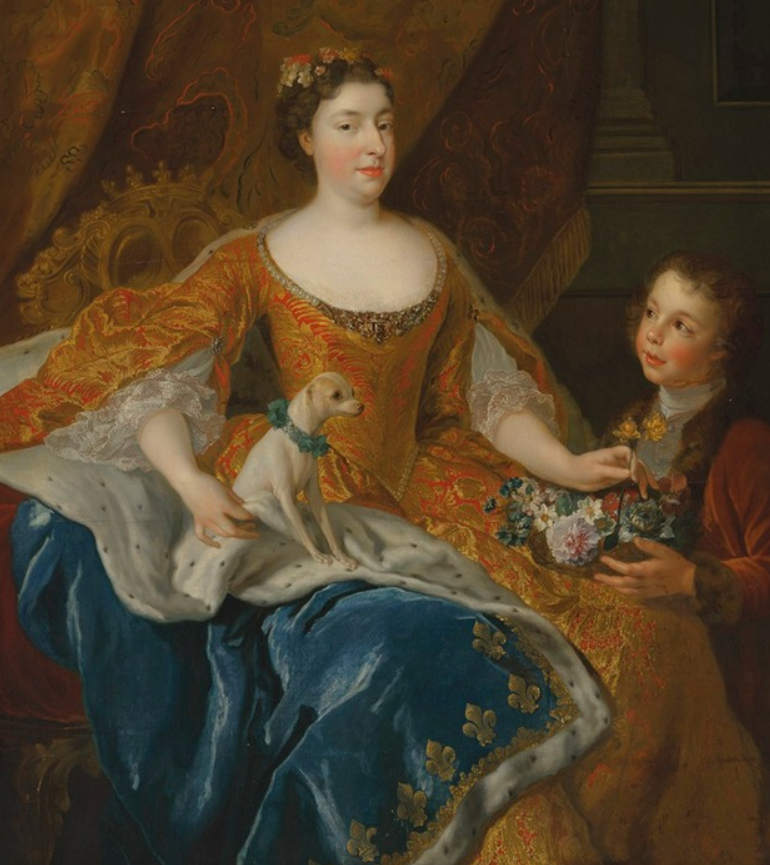
Auguste von Baden-Baden

Auguste Maria Johanna von Baden-Baden (* 10. November 1704 in Aschaffenburg; † 8. August 1726 in Paris) wurde durch Heirat Herzogin von Orléans.

## Leben
Auguste Marie Johanna war das achte von neun Kindern des Markgrafen Ludwig Wilhelm von Baden-Baden, genannt Türkenlouis, und der zwanzig Jahre jüngeren Prinzessin Franziska Sibylla Augusta von Sachsen-Lauenburg.
Sie heiratete am 18. Juni 1724 in der Schlosskirche Rastatt in einer Trauung per procurationem Herzog Ludwig I. von Orléans. Nach den Feierlichkeiten reiste sie nach Straßburg und wurde vom Herzog auf französischem Boden in Empfang genommen. Am 13. Juli 1724 wurde in Sarry nahe Châlons-sur-Marne die eigentliche Hochzeit gefeiert. Zehn Monate später schenkte sie ihrem Mann einen Sohn, Ludwig Philipp, der seinem Vater als Herzog folgte. Drei Tage nach der Geburt ihres zweiten Kindes starb sie mit nur 21 Jahren im Palais Royal in Paris am Kindbettfieber. Beigesetzt wurde sie in der chapelle Sainte-Anne du Val-de-Grâce.

## Nachkommen
1. Louis Philippe d’Orléans, Herzog von Orléans (* 12. Mai 1725; † 18. November 1785) ⚭  Louise Henriette de Bourbon, „Mademoiselle de Conti“.
2. Louise Marie d’Orléans, „Mademoiselle“ (* 5. August 1726; † 14. Mai 1728)